# 海龍元生
海龍 元生（かいりゅう げんき、1990年3月1日 - ）は、和歌山県海南市出身で、出羽海部屋（入門時は田子ノ浦部屋）に所属した元大相撲力士。本名は山田 元紀（やまだ げんき）。身長178.0cm、体重139.9kg、血液型はA型。最高位は東幕下2枚目（2016年1月場所）。現在は世話人を務める。好物は焼肉、ソップ炊きのチャンコ。趣味は漫画。

## 来歴
入門前の相撲経験は小学4年次の1年間であり、その頃は大会前に稽古する程度であった。当時から頭で当たることが苦手であったことで相撲に自信が無くなり5年次には見学だけに留まり、さらに6年次には道場通いそのものをやめてしまった。ところが、6年次に田子ノ浦が勧誘にやってきた際に山田は思わず入門を直訴。3年後に入門する約束を交わし、中学時代はサッカーに打ち込んだ。中学校卒業直前に田子ノ浦部屋に入門し、2005年3月場所で初土俵を踏む。入門直後から「海龍」の四股名を名乗った。同期生には若ノ鵬、髙安、大道、勢、旭日松、飛翔富士らがいる。
2005年5月場所で初めて番付に名前が載り、序ノ口を2場所で通過したが、序二段に初昇進した同年9月場所を全休し、翌場所は再び序ノ口。序二段の番付で初めて土俵に上がったのは2006年1月場所である。それまで前ミツ相撲を取っていたが幼少期から頭から当たることが苦手であり序二段に定着した頃から限界を感じ、以降突っ張り主体の相撲の指導を受けるようになった。
2010年1月場所で幕下に初昇格するといきなり6勝1敗の好成績をあげるが、その後は2場所連続負け越しで三段目に降格。同年11月場所で再度幕下に昇進してからは定着し、幕下の中位から下位の土俵が続いていた。2012年2月13日に師匠の田子ノ浦親方（元幕内・久島海）が急死すると所属していた田子ノ浦部屋が閉鎖になったため、出羽海部屋へ移籍することになった。移籍後初めての本場所だった同年3月場所は、亡き前師匠に対する特別な思いを抱いて挑み、連勝が続く。11日目の6番相撲で千代皇を破って自身初の6連勝とすると、13日目の7番相撲で十両昇進のかかる鬼嵐との6戦全勝対決を制して幕下優勝を果たした。翌5月場所は自己最高位である東幕下4枚目の地位で迎えたが、2勝5敗で負け越し。1年後の2013年7月場所では、東幕下15枚目で土付かずの6連勝とし、最後の7番相撲で勝って7戦全勝優勝とすればついに新十両昇進が決まるという状況になったが剛士に敗れ、2度目の幕下優勝及び新十両の好機を逸した。翌9月場所は自己最高位を更新する西幕下3枚目の地位で再び新十両を目指すが、13日目に組まれた十両の北磻磨との実質的な入れ替え戦に敗れて負け越し、再度新十両昇進の好機を逸した。それからも幕下の一桁番付に上がっては負け越して出直しとなる場所が続いていたが、西幕下7枚目で迎えた2015年9月場所、東幕下5枚目で迎えた翌11月場所を共に4勝3敗と勝ち越し、2016年1月場所は自己最高位を更新する東幕下2枚目で臨んだ。しかし1勝6敗と大幅に負け越してまたも出直しとなった。2016年9月場所からは6場所連続で幕下の一桁番付を維持したものの、十両昇進は果たせなかった。
2024年3月場所限りで現役を引退し、日本相撲協会に世話人として採用された。本人は関取昇進を未だに諦めていなかったが、世話人就任の話があったため引退に気持ちが傾いたという。また、師匠が部屋の出世頭の御嶽海の引退後を考え、そのサポート役として世話人として協会に残したという話もある。
4月10日に断髪式が行われた。ずっと付け人を務めた相手であった部屋の御嶽海や同じ部屋だった碧山などが鋏を入れ、止め鋏は移籍後の師匠となった2代小城ノ花の出羽海が入れた。

## 人物
- 部屋公式ホームページによると、好物は肉、憧れの芸能人は所ジョージ、趣味は食事と飲酒、座右の銘は「水滴石穿」[7]。

## エピソード
- 2005年9月場所直前には急性腎不全で入院生活を送っていたが、相撲教習所の卒業が懸かっていたため病院を抜け出して教習所への通学をした経験を持つ。[8]
- 幕下優勝を決めた2012年3月場所は序二段の碧己真（春日野部屋に移籍）が序二段優勝、三段目の碧の正（出羽海部屋に移籍）も、希帆ノ海との同部屋三段目優勝決定戦に進出するなど、場所前に師匠が急逝したため閉鎖された旧田子ノ浦部屋勢の大半が大活躍し、亡き師匠への弔いを果たした場所でもあった。
- 東幕下10枚目だった2012年7月場所は、13日目の若乃島戦までで7番相撲を取り終え、2勝5敗としていたが、関脇豪栄道の途中休場により、千秋楽に相撲を取る予定の人の数が奇数となってしまったため、千秋楽に八番相撲が組まれることになった。相手は十両の誉富士だったため、自身初めて大銀杏を結って本場所の土俵に上がった。結果は押し出しで勝ち、3勝5敗となった。八番相撲の勝ち得により翌場所の番付降下幅が小さくなった。
- 旧・田子ノ浦部屋が閉鎖した際、8人の所属力士のうち海龍を含む5人が出羽海部屋へ、他の3人(幕内の碧山・幕下の碧天・序ノ口の碧己真)は春日野部屋へ、分割して移籍した。このことにより、春日野部屋に移籍した元・同部屋の弟弟子3人と本場所で対戦する可能性が発生し、実際に以下の通り6回実現した。

| 場所           | 日 | 対戦相手 | 勝敗 | 決まり手 |
| -------------- | -- | -------- | ---- | -------- |
| 2013年5月場所  | 8  | 碧天     | ○    | 押し倒し |
| 2015年5月場所  | 10 | 碧己真   | ●    | 押し出し |
| 2016年1月場所  | 11 | 碧己真   | ●    | 押し出し |
| 2017年9月場所  | 8  | 碧己真   | 〇   | 掬い投げ |
| 2018年11月場所 | 15 | 碧天     | 〇   | 押し出し |
| 2021年1月場所  | 10 | 碧天     | 〇   | 押し出し |

## 主な成績
- 通算成績：408勝367敗10休（113場所）
- 各段優勝：幕下優勝1回（2012年3月場所）

| | 一月場所 初場所（東京） | 三月場所 春場所（大阪） | 五月場所 夏場所（東京） | 七月場所 名古屋場所（愛知） | 九月場所 秋場所（東京）    | 十一月場所 九州場所（福岡） |
| --- | ----------------------- | ----------------------- | ----------------------- | --------------------------- | -------------------------- | --------------------------- |
| 2005年 （平成17年） | x                       | （前相撲）              | 西序ノ口24枚目 3–4      | 西序ノ口20枚目 4–3          | 西序二段116枚目 休場 0–0–7 | 東序ノ口33枚目 4–3          |
| 2006年 （平成18年） | 東序二段123枚目 3–4     | 西序ノ口7枚目 4–3       | 西序二段94枚目 2–5      | 西序二段125枚目 4–3         | 西序二段95枚目 4–3         | 西序二段68枚目 4–3          |
| 2007年 （平成19年） | 東序二段42枚目 2–5      | 西序二段70枚目 4–3      | 西序二段44枚目 3–4      | 東序二段60枚目 5–2          | 東序二段24枚目 3–4         | 西序二段42枚目 5–2          |
| 2008年 （平成20年） | 東序二段4枚目 4–3       | 東三段目83枚目 3–4      | 東序二段筆頭 3–4        | 西序二段21枚目 5–2          | 東三段目87枚目 3–4         | 西三段目99枚目 5–2          |
| 2009年 （平成21年） | 西三段目67枚目 5–2      | 西三段目35枚目 2–5      | 東三段目61枚目 4–3      | 東三段目46枚目 4–3          | 東三段目31枚目 5–2         | 東三段目6枚目 6–1           |
| 2010年 （平成22年） | 東幕下59枚目 6–1        | 東幕下29枚目 1–6        | 西幕下53枚目 3–4        | 西三段目5枚目 3–4           | 東三段目15枚目 5–2         | 西幕下53枚目 4–3            |
| 2011年 （平成23年） | 西幕下45枚目 3–4        | 八百長問題 により中止   | 西幕下53枚目 4–3        | 東幕下33枚目 3–4            | 東幕下39枚目 5–2           | 東幕下30枚目 3–4            |
| 2012年 （平成24年） | 西幕下37枚目 4–3        | 西幕下29枚目 優勝 7–0   | 東幕下4枚目 2–5         | 東幕下10枚目 3–5            | 西幕下18枚目 4–3           | 西幕下14枚目 3–4            |
| 2013年 （平成25年） | 東幕下20枚目 6–1        | 東幕下8枚目 2–5         | 東幕下18枚目 4–3        | 東幕下15枚目 6–1            | 西幕下3枚目 3–4            | 東幕下7枚目 1–6             |
| 2014年 （平成26年） | 東幕下26枚目 6–1        | 東幕下8枚目 2–5         | 西幕下19枚目 3–4        | 東幕下26枚目 5–2            | 東幕下18枚目 5–2           | 西幕下12枚目 4–3            |
| 2015年 （平成27年） | 東幕下9枚目 3–4         | 西幕下14枚目 3–4        | 東幕下22枚目 4–3        | 西幕下16枚目 5–2            | 西幕下7枚目 4–3            | 東幕下5枚目 4–3             |
| 2016年 （平成28年） | 東幕下2枚目 1–6         | 西幕下21枚目 4–3        | 西幕下15枚目 3–4        | 西幕下21枚目 6–1            | 東幕下8枚目 4–3            | 西幕下5枚目 5–2             |
| 2017年 （平成29年） | 西幕下2枚目 3–4         | 東幕下6枚目 4–3         | 東幕下5枚目 3–4         | 西幕下9枚目 2–5             | 東幕下21枚目 3–4           | 西幕下29枚目 4–3            |
| 2018年 （平成30年） | 東幕下25枚目 4–3        | 西幕下21枚目 3–4        | 東幕下33枚目 5–2        | 東幕下20枚目 3–4            | 東幕下26枚目 3–4           | 西幕下35枚目 5–2            |
| 2019年 （平成31年 /令和元年） | 東幕下22枚目 5–2        | 東幕下8枚目 2–5         | 東幕下20枚目 4–3        | 東幕下16枚目 3–4            | 東幕下21枚目 4–3           | 東幕下15枚目 3–4            |
| 2020年 （令和2年） | 西幕下20枚目 4–3        | 東幕下15枚目 5–2        | 感染症拡大 により中止   | 西幕下8枚目 3–4             | 東幕下11枚目 2–5           | 東幕下28枚目 5–2            |
| 2021年 （令和3年） | 東幕下18枚目 3–4        | 西幕下25枚目 4–3        | 西幕下17枚目 5–2        | 西幕下9枚目 2–5             | 東幕下21枚目 5–2           | 東幕下10枚目 5–2            |
| 2022年 （令和4年） | 東幕下4枚目 3–4         | 西幕下7枚目 2–5         | 西幕下16枚目 2–5        | 東幕下29枚目 1–3–3          | 東幕下29枚目 3–4           | 西幕下37枚目 4–3            |
| 2023年 （令和5年） | 東幕下29枚目 3–4        | 西幕下43枚目 5–2        | 西幕下30枚目 4–3        | 西幕下24枚目 4–3            | 西幕下18枚目 5–2           | 西幕下8枚目 2–5             |
| 2024年 （令和6年） | 東幕下21枚目 4–3        | 東幕下15枚目 引退 3–4–0 | x                       | x                           | x                          | x                           |
| 各欄の数字は、「勝ち-負け-休場」を示す。 優勝 引退 休場 十両 幕下 三賞：敢=敢闘賞、殊=殊勲賞、技=技能賞 その他：★=金星 番付階級：幕内 - 十両 - 幕下 - 三段目 - 序二段 - 序ノ口 幕内序列：横綱 - 大関 - 関脇 - 小結 - 前頭（「#数字」は各位内の序列） |                         |                         |                         |                             |                            |                             |

## 改名歴
- 海龍 元氣（かいりゅう げんき） 2005年3月場所 - 2008年11月場所
- 海龍 玄氣（かいりゅう げんき） 2009年1月場所 - 2013年11月場所
- 海龍 元生（かいりゅう げんき） 2014年1月場所 - 2024年3月場所